# Danmarksserien Kvinder 2022
La Nationalligaen 2022 è la 35ª edizione del campionato di football americano di primo livello, organizzato dalla DAFF.

## Squadre partecipanti
| Club                                | Città          | Stadio | Sponsor ufficiale | Risultato nella stagione 2021 |
| ----------------------------------- | -------------- | ------ | ----------------- | ----------------------------- |
| Aalborg 89ers/ Aarhus Tigers        | Aalborg/Aarhus |        |                   |                               |
| Copenhagen Tomahawks                | Copenaghen     |        |                   |                               |
| Triangle Razorbacks/ Odense Badgers | Vejle/Odense   |        |                   |                               |

## Stagione regolare

### Calendario

#### 1ª giornata
| Copenaghen 15 maggio 2022, ore 14:00 | Copenhagen Tomahawks | 20 – 6 referto | Aalborg 89ers/ Aarhus Tigers | Valby Idrætspark |

#### 2ª giornata
| Vejle 12 giugno 2022, ore 14:00 | Triangle Razorbacks /Odense Badgers | 6 – 18 referto | Copenhagen Tomahawks | Kirkebakkehallen |

#### 3ª giornata
| Svenstrup J 20 agosto 2022, ore 14:00 | Aalborg 89ers /Aarhus Tigers | 6 – 30 referto | Copenhagen Tomahawks | Dall-Ferslev Idrætsforening |

#### 4ª giornata
| Svenstrup J 28 agosto 2022, ore 14:00 | Aalborg 89ers /Aarhus Tigers | 50 – 0 (a tavolino) referto | Triangle Razorbacks/ Odense Badgers | Dall-Ferslev Idrætsforening |

#### 5ª giornata
| Copenaghen 3 settembre 2022, ore 14:00 | Copenhagen Tomahawks | 50 – 0 (a tavolino) referto | Triangle Razorbacks/ Odense Badgers | Valby Idrætspark |

#### 6ª giornata
| Vejle 10 settembre 2022, ore 10:00 | Triangle Razorbacks /Odense Badgers | 0 – 50 (a tavolino) referto | Aalborg 89ers/ Aarhus Tigers | Kirkebakkehallen |

### Classifica
La classifica della regular season è la seguente:
- PCT = percentuale di vittorie, G = partite giocate, V = partite vinte,  P = partite perse, PF = punti fatti, PS = punti subiti

| Pos. | Squadra                             | PCT   | G | V | N | P | PF  | PS  |
| ---- | ----------------------------------- | ----- | - | - | - | - | --- | --- |
| 1    | Copenhagen Tomahawks                | 1.000 | 4 | 4 | 0 | 0 | 118 | 18  |
| 2    | Aalborg 89ers/ Aarhus Tigers        | .500  | 4 | 2 | 0 | 2 | 112 | 50  |
| 3    | Triangle Razorbacks/ Odense Badgers | .000  | 4 | 0 | 0 | 4 | 6   | 168 |

## Verdetti
- Copenhagen Tomahawks Campionesse della Danimarca 2022